# Groupe de la Gauche confédérale au Sénat (Espagne)
Le groupe parlementaire de la Gauche confédérale (en espagnol : Grupo Parlamentario Izquierda Confederal (Más Madrid, Eivissa i Formentera al Senat, Compromís, Agrupación Socialista Gomera y Geroa Bai)) est un groupe parlementaire du Sénat espagnol. Il réunit plusieurs sénateurs de gauche, de gauche radicale et nationalistes.

## Historique

### Constitution
Le groupe parlementaire d'Unidos Podemos est créé pour la première fois le 13 janvier 2016 pour la XIe législature. Il est alors composé de vingt-trois sénateurs élus lors des élections générales du 20 décembre 2015 ou bien désignés par les communautés autonomes. Les sénateurs appartiennent à divers partis : Podemos, Izquierda Unida, Compromís, ICV et Anova. Il est alors le troisième groupe en termes d'effectifs.
Le groupe est reconduit pour la XIIe législature mais les élus de Compromís font défection et intègrent le groupe mixte. Le groupe constitue trois groupes territoriaux : basque, catalan et valencien.
Lors des élections générales d'avril 2019, Podemos n'obtient aucun sénateur élu. Les partis formant le groupe décident alors de modifier son nom le 24 juillet 2019 ; il devient groupe de la Gauche confédérale. Le groupe, qui ne contient que six sénateurs désignés, est constitué grâce au prêt temporaire de sénateurs par le Parti socialiste ouvrier espagnol. Lors des élections générales de novembre 2019, le groupe est à nouveau constitué avec des sénateurs d'Adelante Andalucía, Más Madrid, Compromís, Més per Mallorca, Catalogne en commun et Geroa Bai,,. Après la perte de la sénatrice de CeC, le Groupement socialiste gomérien (ASG) fait son entrée dans le groupe.
Lors des élections générales de 2023, le groupe est à nouveau constitué avec des sénateurs de Más Madrid, Compromís, Geroa Bai et du Groupement socialiste gomérien, auquel s’ajoute le sénateur sans étiquette élu dans le cadre du "Pacte progressiste" à Ibiza. Néanmoins ne possédant que 5 sénateurs, le groupe ne survit que grâce à l’apport d’un sénateur du PSOE, qui est administrativement membre du groupe pour toute la durée de la législature.

### Effectifs
| Dénomination | Législature | Années      | Représentation | Porte-parole                |
| --- | ----------- | ----------- | -------------- | --------------------------- |
| Podemos-En Comú-Compromís-En Marea | XIe         | 2016        | 23 / 266       | Ramón Espinar               |
| Unidos Podemos-En Comú Podem-En Marea | XIIe        | 2016-2019   | 21 / 266       | Ramón Espinar Pilar Garrido |
| Izquierda Confederal (Adelante Andalucía, Més per Mallorca, Más Madrid, Compromís, Geroa Bai y Catalunya en Comú Podem) | XIIIe       | 2019        | 6 / 265        | Poste tournant              |
| Izquierda Confederal (Adelante Andalucía, Més per Mallorca, Más Madrid, Compromís, Geroa Bai y Catalunya en Comú Podem) (03/12/2019 au 05/04/2021) (Adelante Andalucía, Més per Mallorca, Más Madrid, Compromís, Geroa Bai, Catalunya en Comú Podem y ASG) (06/04/2021 au 17/05/2021) (Adelante Andalucía, Més per Mallorca, Más Madrid, Compromís, Geroa Bai y ASG) (18/05/2021 au 05/09/2022) (Més per Mallorca, Más Madrid,Compromís, Geroa Bai y ASG) (06/09/2022-17/08/2023) | XIVe        | 2019-2023   | 6 / 265        | Poste tournant              |
| Izquierda Confederal (Más Madrid, Eivissa i Formentera al Senat, Compromís, Agrupación Socialista Gomera y Geroa Bai) | XVe         | depuis 2023 | 5 / 266        | Poste tournant              |

### Porte-parole
| Début      | Fin         | Porte-parole         |
| ---------- | ----------- | -------------------- |
| 13/01/2016 | 28/01/2019  | Ramón Espinar        |
| 29/01/2019 | 05/03/2019  | Pilar Garrido        |
| 21/05/2019 | 16/06/2019  | Idoia Villanueva     |
| 16/06/2019 | 31/07/2019  | Esperanza Gómez      |
| 01/08/2019 | 24/09/2019  | Carles Mulet         |
| 03/12/2019 | 02/02/2020  | Koldo Martínez       |
| 03/02/2020 | 02/04/2020  | Eduardo Rubiño       |
| 03/04/2020 | 02/06/2020  | Pilar González       |
| 03/06/2020 | 02/08/2020  | Vicenç Vidal         |
| 03/08/2020 | 02/10/2020  | Sara Vilà            |
| 03/10/2020 | 02/12/2020  | Carles Mulet         |
| 03/12/2020 | 02/02/2021  | Sara Vilà            |
| 03/02/2021 | 02/04/2021  | Pilar González       |
| 03/04/2021 | 02/06/2021  | Eduardo Rubiño       |
| 03/06/2021 | 02/08/2021  | Koldo Martínez       |
| 03/08/2021 | 02/10/2021  | Carles Mulet         |
| 03/10/2021 | 02/12/2021  | Vicenç Vidal         |
| 03/12/2021 | 02/02/2022  | Fabián Chinea        |
| 03/02/2022 | 02/04/2022  | Pilar González       |
| 03/04/2022 | 02/06/2022  | Fabián Chinea        |
| 03/06/2022 | 02/08/2022  | Koldo Martínez       |
| 03/08/2022 | 02/10/2022  | Pablo Gómez Perpinyà |
| 03/10/2022 | 02/12/2022  | Carles Mulet         |
| 03/12/2022 | 02/02/2023  | Vicenç Vidal         |
| 03/02/2023 | 02/04/2023  | Fabián Chinea        |
| 03/04/2023 | 30/05/2023  | Koldo Martínez       |
| 17/08/2023 | En fonction | Carla Antonelli      |